# Maniltoa schefferi
Maniltoa schefferi är en ärtväxtart som beskrevs av Karl Moritz Schumann och Hollrung. Maniltoa schefferi ingår i släktet Maniltoa och familjen ärtväxter.

## Underarter
Arten delas in i följande underarter:
- M. s. peekelii
- M. s. schefferi